# Markt Münzbach
Der Markt Münzbach ist der namensgebende Hauptort der 1784 geschaffenen Katastralgemeinde und seit 1848 selbständigen, politischen Marktgemeinde Münzbach im Bezirk Perg in Oberösterreich. 1938 wurde die ebenfalls 1784 entstandene und von 1848 bis 1937 selbständige politische Ortsgemeinde Innernstein der Marktgemeinde Münzbach eingemeindet.

## Geografie
Landschaft, Höhenangaben
Die Katastralgemeinde Münzbach gehört zur oberösterreichischen Raumeinheit Aist-Naarn-Kuppenland.
Die höchsten Erhebungen befinden sich beim Bauernhof Lang in der Ortschaft Pilgram auf 499 m ü. A. und beim Bauernhof Hochgatterer in der Ortschaft Mollnegg auf 424 m ü. A.
Ortschaften, Einwohner
Die im südlichen Teil der Marktgemeinde Münzbach gelegene Katastralgemeinde Münzbach hat 1.133 Einwohner (Stichtag 1. Jänner 2001), die sich wie folgt aufteilen: Markt Münzbach (746 Einwohner) und die aus zerstreuten Häusern bestehenden Ortschaften Priehetsberg (177), Mollnegg (136) und Pilgram (74).
Für den Markt Münzbach liegen historische Häuser- und Einwohnerzahlen vor:
Die 20 vergebenen Burgrechte (erstmals erwähnt 1260) standen über mehrere Jahrhunderte für 20 Bürgerhäuser. 1525 sind 41 Häuser aufgezeichnet, 1639 43 Häuser, 1661 44 Häuser, 1766 38 Häuser 1788 53 Häuser, 1809 Häuser, 1525 55 Häuser mit 544 Bewohnern, 1969 60 Häuser mit 380 Bewohnern, 1951 71 Häuser mit 382 Bewohnern, 1961 70 Häuser mit 399 Bewohnern, 1971 87 Häuser mit 400 Bewohnern, 1981 129 Häuser mit 467 Bewohnern, 1991 173 Häuser mit 555 Bewohnern und 2001 211 Häuser mit 746 Bewohnern.
Grenzen
Im Süden grenzt die Katastralgemeinde Münzbach an die Katastralgemeinde Puchberg im Machland I in der Gemeinde Arbing, im Westen an die Katastralgemeinde Pergkirchen in der Stadt Perg, im Nordwesten an die Katastralgemeinde Altenburg in der Gemeinde Windhaag bei Perg und im Norden und Osten an die ebenfalls zur Marktgemeinde Münzbach zählende Katastralgemeinde Innernstein.
Der Markt Münzbach wird innerhalb der Katastralgemeinde Münzbach im Osten von den Ortschaften Pilgram, im Süden von Mollnegg und im Westen von Priehetsberg begrenzt. Die ebenfalls zur Marktgemeinde Münzbach zählende Katastralgemeinde erstreckt sich nördlich des Marktes Münzbach und grenzt mit den Ortschaften Saxenegg und Sulzbach direkt an den Markt Münzbach.
Gewässer
Im Süden bildet der Falkenauerbach im Westen der Tobrabach (Kropfmühlbach) die Grenze der Katastralgemeinde. Innerhalb der Katastralgemeinde sind der Wieserbach und der Mollneggerbach erwähnenswert.
Verkehr
Die von Arbing kommende Landstraße L1428 führt im Westen der Katastralgemeinde bis in den Markt Münzbach und schließt dort an die Landstraßen L1424 Richtung Pabneukirchen und L1423 Richtung Perg bzw. Klam an.

## Geschichte, Politik
Siehe auch Hauptartikel Münzbach
Etymologie
Der Ortsname Münzbach leitet sich vom mittelhochdeutschen munich, münich = Mönch ab. Überlieferte Schreibweisen waren u. a. 1111 Munichispach, 1147 Munichispahc, 1209 Munchesbach, 1230 Muntspach, 1270 Münchspach, Munichspach, 1281 Munspach, 1380 Munchpach, 1381 Muuniczpach, 1381 Münspach, 1457 Jünnspach, 1580 Münißpach, 1608 Minsbach
Besiedelung, Mittelalter
Bayerische und slawische Hof- und Siedlungsnamen in der Katastralgemeinde Münzbach deuten auf eine Besiedelung bereits vor der erstmaligen urkundlichen Erwähnung von Münzbach im 11. Jahrhundert hin. Sämtliche Höfe in Münzbach sind Einzelhöfe um die sich der jeweilige Grundbesitz geschlossen gruppiert. Nur im Markt Münzbach waren Haus und Gründe der Bürger anders verteilt. Die Anordnung der Gründe in Streulage weisen auf eine Ende des 12. anfangs des 13. Jahrhunderts durchgeführte planmäßige Ansiedlung hin. Friedrich aus der Familie der Herren von Perg, errichtete 1111 eine Eigenkirche in Münzbach um die sich rasch eine Siedlung entwickelte und 1150 bereits als forum apud Munspach bezeichnet wurde. Im Markt Münzbach wurde der Grund unter 20 Burgrechten verteilt, die zunächst den Erben der Herren von Perg und Machland und später den babenbergischen Landesfürsten untertan waren. Münzbach lag zunächst im Rechtsbereich der Riedmark, bei deren Aufteilung im ersten Drittel des 13. Jahrhunderts Münzbach in den Bereich des Landgerichtes Machland fiel. Auch im Urbar Ottokars von Böhmen (1251 bis 1276) schien Münzbach auf. 1281 war Münzbach unter den Besitzungen, die Rudolf von Habsburg an Ulrich von Kapellen verpfändete. 1303 wurde die Verleihung von Handelsfreiheiten durch Albrecht I. verbrieft. Es bestand ein eigener Burgfriedbezirk (Zuständigkeitsbereich der Marktrichter für die niedere Gerichtsbarkeit), der seit der erstmaligen Verleihung von Marktrechten bestand und 1439 erstmals beurkundet wurde. Die Grenzen wurden durch Betsäulen und Kapellen gekennzeichnet, die teilweise noch vorhanden sind. Die Namen der Münzbacher Marktrichter sind ab 1344 bis 1848 namentlich bekannt. 1396 wurde im Markt Münzbach erstmals ein Schulmeister erwähnt. Dieser war zugleich Organist und Kirchendiener. Die Existenz eines Schulhauses wurde 1517 erstmals dokumentiert.
Neuzeit
Anlässlich der Verlegung des Landgerichts Mitterberg auf Schloss Greinburg wurden einzelne Teile herausgelöst und das Landgericht Windhaag eingerichtet, zu dem neben Pergkirchen und Windhaag auch Münzbach zählte. Vogtei und Lehenschaft über die Pfarre Münzbach gelangten 1530 durch Tausch vom Stift Waldhausen an die Erben des Laßla von Prag bzw. zur Herrschaft Windhaag. Der Markt Münzbach wurde 1491 der Herrschaft Klingenberg zugeordnet, wo um das Jahr 1500 Laßla von Prag, Freiherr von Windhaag, als Pfandherr aufscheint. Spätere Pfandherren waren Achaz von Losenstein (bis 1525), Georg Kembser (ab 1525), Sebastian Kremser (ab 1536), Seyfridt von Kolonitsch (ab 1542), Erasmus von Gera (ab 1556), Gabriel Kollonitsch (ab 1562) und Lorenz Schütter (ab 1585), der sie ab 1588 als landesfürstliches Lehen innehatte und noch im selben Jahr kaufte. Der Markt Münzbach hatte zu dieser Zeit 20 Bürgerhäuser, 1 Werkhaus und 4 Häuser auf der Mein, 10 Pragerische Untertanen auf der Wimm sowie eine Brandstatt und einen Garten. Die Nachkommen von Lorenz Schütter waren 1629 aus finanziellen Gründen gezwungen, die Herrschaft Klingenberg samt dem Markt Münzbach und das neu erbaute Sankt Barbara Spital in Münzbach sowie die Lateinschule an den Propst Maximilian von Stift Waldhausen zu verkaufen.
Joachim Enzmillner
Der Propst von Waldhausen trennte 1639 den Markt Münzbach von Klingenberg ab und vertauschte den Markt an Joachim Enzmilner, womit diese unumschränkter Herr über Münzbach wurde. 1654 vernichtete ein Brand fast den gesamten Markt Münzbach und ermöglichte eine völlige Neugestaltung. 1661 wurden zunächst ein Gebäude für die Stiftschule und der Pfarrhof neu errichtet und daran seitlich bis 1664 das neue Dominikanerkloster Münzbach erbaut. Von 1664 bis 1669 wurden die Pfarrkirche und südlich davon das Schulhaus gebaut. Die Bürgerschaft von Münzbach war während der zweiten Hälfte des 17. Jahrhunderts zusätzlich durch Einquartierungen während der Türkenkriege und Anfang des 18. Jahrhunderts durch die Koalitionskriege schwer belastet.
18. bis 20. Jahrhundert
In der ersten Hälfte des 18. Jahrhunderts war der Markt Standort einer kleinen Kaserne. 1766 vernichtete neuerlich ein Brand zahlreiche Markthäuser. 1784 wurde das Dominikanerkloster aufgehoben, dem Religionsfonds zugeordnet und 1792 dem Domkapitel Linz übertragen. 1848 wurden die Grundherrschaften aufgelöst und 1849 die politische Gemeinde eingerichtet. Der Marktkommune als Selbstverwaltungskörper der Bürgerschaft oblag in der Folge bis 1938 die Verwaltung der Marktgründe sowie des Bürgerspitals, des Marktbrunnens und der Marktbeleuchtung. Der Besitz bestand aus dem Pfarrerwald, Spenden und Wertpapieren.